# Африканские традиционные религии
Африканские традиционные религии, исповедуемые примерно 15 % африканцев, включают в себя разнообразные представления, относящиеся к фетишизму, анимизму, тотемизму, культу предков и культу вождей. Некоторые религиозные представления являются общими для многих африканских этнических групп, но обычно они уникальны для каждого этноса.

## Общие черты
Общими чертами для большинства африканских религий является представление о Боге-творце (демиурге), который создал Вселенную (например, Олодумаре в религии йоруба), а затем «удалился на покой» и перестал участвовать в земных делах. 
Также часто встречаются истории о том, как сын божества жил среди людей, но после того, как они причинили ему какое-то зло, он вознёсся на небо.
Большинство африканских этнических групп не сформировали обширные законченные мифологические представления. В качестве исключения можно привести религию догонов, космогонические представления о сотворении мира из яйца, представлении о многослойности мира, нанизанного на мировую ось.
Общим также является отсутствие веры в рай, ад, чистилище, однако существует представление о потусторонней жизни; нет материальных носителей божественного вроде святых писаний или пророков. Популярны также анимистические представления, вера в магию. Есть религии, основанные на приёме психоактивных растений (бвити, бьери), сочетающие в себе различные элементы перечисленного.
К важным составляющим африканских традиционных религий относятся обряды инициации, тайные общества, игра на традиционных музыкальных инструментах (главным образом, на барабанах), а также традиционные фестивали, важным атрибутом которых являются танцы и ношение масок.

## Африканские маски и статуэтки в традиционных религиях

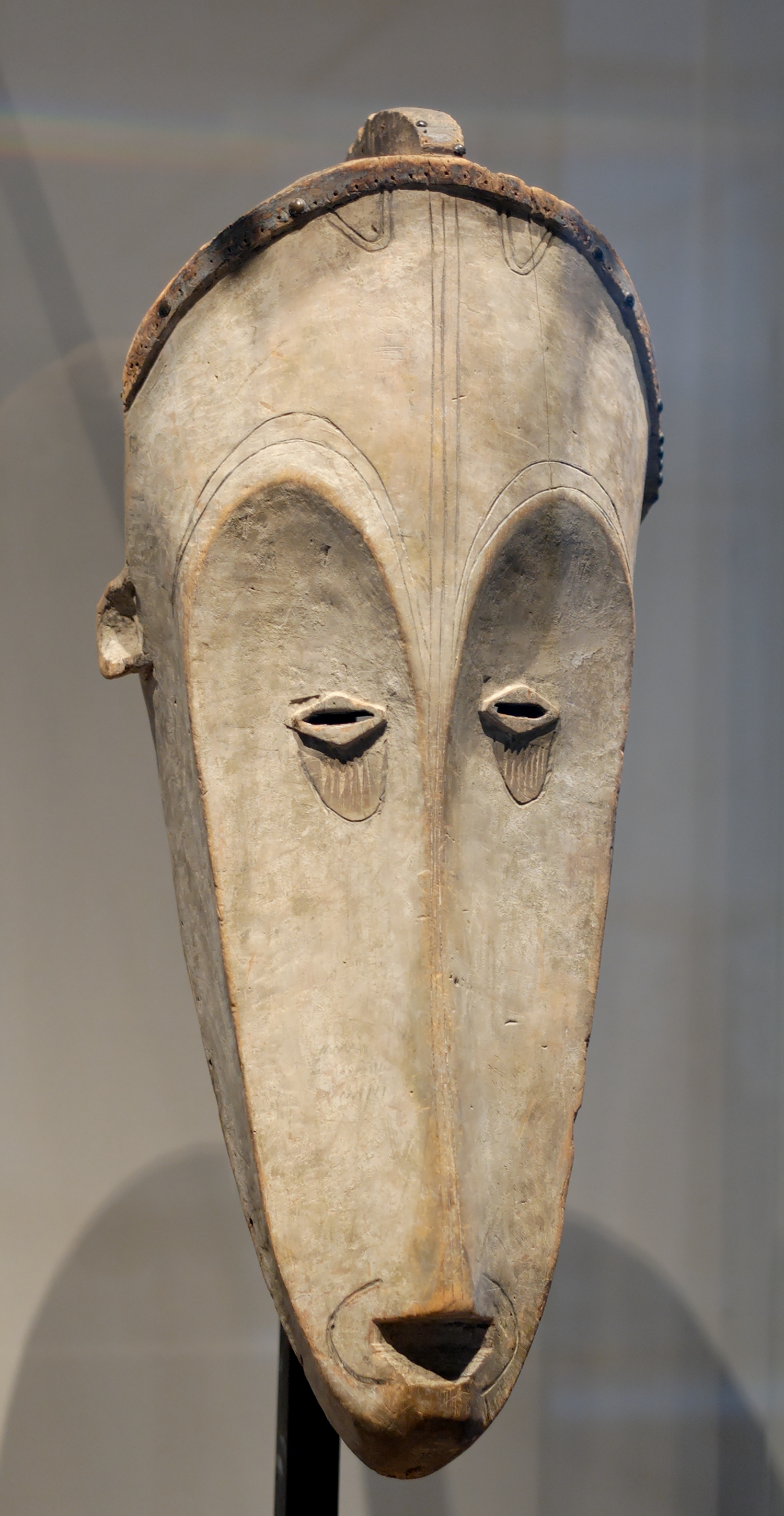
Маска народа фанг, изображающая умершего

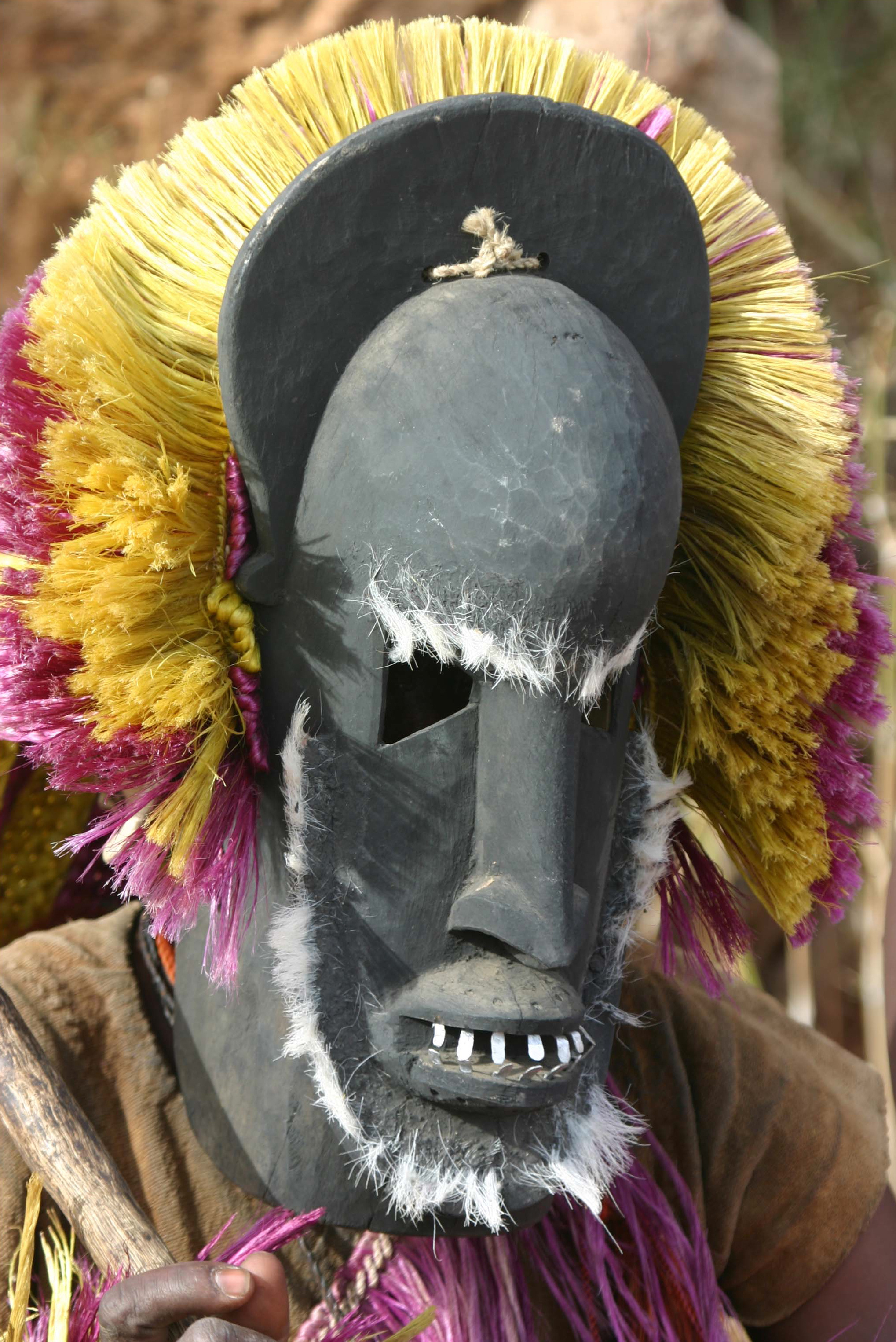
Догонская маска, выражающая черты как человека, так и зверя

Африканские маски и статуэтки используются в традиционных религиях. Так например, маски со спокойными лицами, глаза у которых обычно закрыты, изображают умерших родственников и используются в погребальных обрядах или во время празднеств.
Устрашающие маски, где человеческие черты лица зачастую соединялось с чертами зверя, надеваются членами тайных обществ во время традиционных празднеств или охоты за нечистой силой. Так человек в маске давал временное пристанище духу, которого эта маска изображала.
Кроме того маски также использовались во время охотничьих ритуалов; члены племени, надевая маски и шкуры животного, на которого предстояло охотиться, имитировали его поведение.
Африканские культовые статуэтки, в большинстве случаев, изображают умершего человека, являясь вместилищем его души, или животное, которое было связано с тотемным предком этноса, как например, распространённая статуэтка антилопы у народа бамана в Мали.

## Влияние традиционных африканских верований на другие религии
Многие африканские христиане и мусульмане сочетают в своих религиозных представлениях некоторые аспекты традиционных религий.
Африканские традиционные религии легли в основу вуду (унаследовавшего большое количество черт йорубской религии), а также кандомбле в Бразилии.